# Браниште (Молдова)
Браниште (рум. Branişte) — село в Рышканском районе Республики Молдова. Является административным центром коммуны Браниште, включающей также села Аврамяны, Ретяны и Ретяны-Василеуцы.

## География
Село расположено на высоте 63 метров над уровнем моря.

## Население
По данным переписи населения 2004 года, в селе Браниште проживает 503 человека (229 мужчин, 274 женщины).
Этнический состав села:
| Национальность | Число жителей | Процентный состав |
| -------------- | ------------- | ----------------- |
| молдаване      | 497           | 98,81             |
| украинцы       | 3             | 0,6               |
| русские        | 2             | 0,4               |
| прочие         | 1             | 0,2               |
| Всего          | 503           | 100 %             |

## Известные уроженцы
- Хаим-Ицхок Фарбер (также известен как Хаим-Герш Фарбер, 1889—1968) — аргентинский еврейский поэт, баснописец.
- Мошану, Александр Константинович — молдавский политический деятель. Первый председатель Парламента Республики Молдова.